# صندوق تعشيش

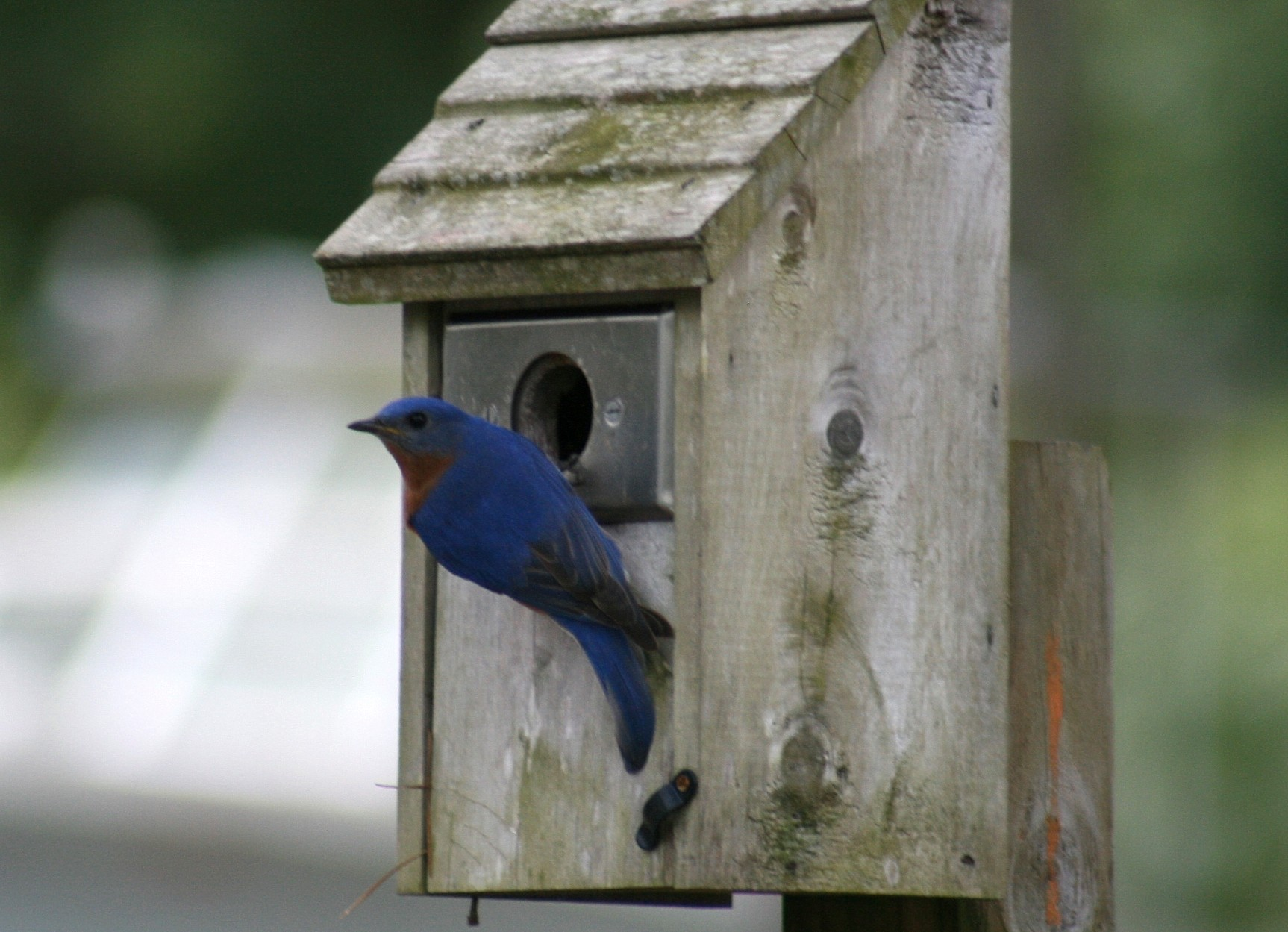
عصفور عند مدخل صندوق التعشيش

صندوق التعشيش للطيور هي صناديق صغيرة تُصمم خصيصًا لتوفير مأوى آمن للطيور لتربية صغارها. تُستخدم هذه البيوت عادةً لتعزيز بيئات طبيعية أو لحماية أنواع معينة من الطيور التي قد تواجه صعوبة في العثور على مواقع تعشيش طبيعية بسبب تدمير المواطن الطبيعية أو المنافسة من أنواع أخرى.
تصنع صناديق التعشيش من مواد متنوعة مثل الخشب، الفخار، والبلاستيك. يُعتبر الخشب المادة الأكثر شيوعًا لأنها تعزل الحرارة وتوفر بيئة مناسبة للطيور. يتم تصميم هذه صناديق بمداخل بأحجام مختلفة تناسب أنواع الطيور المستهدفة. على سبيل المثال، الطيور الصغيرة مثل العصافير تحتاج إلى مداخل أصغر من تلك التي تحتاجها الطيور الكبيرة مثل البوم.

## الفوائد والتحديات
صناديق التعشيش توفر بيئة آمنة للطيور لتربية فراخها بعيدًا عن المفترسين والعوامل البيئية القاسية. كما تساعد في زيادة أعداد الطيور في مناطق معينة، مما يساهم في التوازن البيئي ويزيد من التنوع الحيوي. كما تُستخدم صناديق التعشيش كأداة تعليمية للأطفال والكبار على حد سواء لفهم أهمية حماية الطيور والحفاظ على البيئات الطبيعية.
رغم فوائدها، فإن صناديق التعشيش قد تواجه تحديات مثل الحاجات المستمرة للصيانة والتنظيف لضمان عدم تراكم الطفيليات والحفاظ على البيئة النظيفة داخل الصندوق. كما يجب مراقبة الصندوق بانتظام للتأكد من أنها لم تتعرض لأضرار أو أن الطيور تستخدمها بشكل صحيح. صناديق التعشيش للطيور تساهم في الحفاظ على التنوع الحيوي وتشجيع الاهتمام بالبيئة الطبيعية، وهي مبادرة بسيطة يمكن أن يكون لها تأثير كبير على حماية الطيور في مختلف البيئات.

## التركيب والموقع
من المهم وضع صناديق التعشيش في مواقع مناسبة، حيث يجب أن تكون في مكان هادئ بعيدًا عن الاضطرابات البشرية والمفترسات. يُفضل تركيب الصناديق في أماكن مرتفعة مثل الأشجار أو الأعمدة، ويجب أن يتم توجيه فتحة الدخول بعيدًا عن الرياح القوية والأمطار.